# Susanne Renner
Susanne S. Renner (1954, Berlín ) es una botánica alemana. En 1980, se graduó de la Universidad de Hamburgo en biología y especialización en sistemática de plantas y biología reproductiva.
En 1984, obtuvo su doctorado en esa misma universidad, donde para tu tesis, pasó dos años recopilando especímenes vegetales en Manaus, Brasil. Después de eso ocupó un puesto como investigadora postdoctoral, en el Museo Nacional de Historia Natural del Instituto Smithsoniano, en Washington D. C.. En 1992 obtuvo su habilitación en sistemática botánica.
Entre 1987 y 1992, fue profesora asociada, en el Instituto Botánico de la Universidad de Aarhus. Entre 1993 a 1996, fue profesora de botánica sistemática en el Instituto de la Universidad de Maguncia. Y entre 1996 a 2006, profesora en la Universidad de Misuri en San Luis, Condado de San Luis, realizando investigaciones en el Jardín Botánico de Misuri.
Desde 2003, fue sucesora en la cátedra de botánica sistemática en la Universidad Ludwig-Maximilians de Múnich, directora del Jardín Botánico Nymphenburg de Múnich, directora de la Staatssammlung, y directora del herbario de la Universidad.
Realiza investigaciones de sistemática, biogeografía y evolución de las fanerógamas, especialmente en el enfoque de la evolución de la polinización y sistemas sexuales; y examina evolución de los sistemas sexuales de fanerógamas en un contexto ecológico y filogenético molecular; incluyendo investigaciones del origen evolutivo de las fanerógamas con pedigree de fósiles moleculares y sus relojes moleculares. Los sistemas sexuales que incluye en sus estudios son protoginia dioica, protandria, especialmente en la familia Cucurbitaceae. Además, participa en el estudio biogeográfico en el que se centró principalmente en la familia de las Cucurbitaceae, Melastomataceae, Chloranthaceae, Araceae, Calycanthaceae, Atherospermataceae, Hernandiaceae, Lauraceae, Siparunaceae, Monimiaceae.
Renner es coautora de artículos en revistas científicas como American Journal of Botany, Anales del Jardín Botánico de Misuri, Nature y Novon. Participa en el Proyecto Flora Mesoamericana, un proyecto de colaboración destinado a identificar y describir las plantas vasculares de Mesoamérica.

## Honores
Miembro de
- Sociedad Estadounidense de taxónomos vegetales
- Sociedad Botánica de EE. UU.
- Organización para la Flora Neotrópica

## Algunas publicaciones
- s.x. Luo, y. Li, s. Chen, d. Zhang, s.s. Renner. 2011a. Gelechiidae moths are capable of chemically dissolving the pollen of their Phyllanthaceae hosts. PLoS ONE 6 (4): e19219 doi:10.1371/journal.pone.0019219

- -----------, h.-j. Esser, d. Zhang, s.s. Renner. 2011b. Nuclear ITS sequences help disentangle Phyllanthus reticulatus (Phyllanthaceae), an Asian species not occurring in Africa, but introduced to Jamaica. Systematic Botany 36 (1): 99-104

- l. Penev, w.j. Kress, s. Knapp, d-z. Li, s.s. Renner. 2010. Fast, linked, and open – the future of taxonomic publishing for plants: launching the journal. PhytoKeys 1: 1–14, doi: 10.3897/phytokeys.1.642

- stefanie m. Ickert-Bond, catarina Rydin, susanne s. Renner. 2009a. A fossil-calibrated relaxed clock for Ephedra indicates an Oligocene age for the divergence of Asian and New World clades and Miocene dispersal into South America. Editor Institute of Botany, Chinese Academy of Sciences, 13 pp.

- w.r. Morrison, j.l. Lohr, p. Duchen, r. Wilches, d. Trujillo, m. Mair, s.s. Renner. 2009b. The impact of taxonomic change on conservation: Does it kill, can it save, or is it just irrelevant? Biological Conservation 142: 3201-3206

### Libros
- susanne sabine Renner, gerlinde Hausner. 2005. Siparunaceae. Volumen 95 de Flora Neotropica Monographs. Edición ilustrada de Organization for Flora Neotropica by the New York Botanical Garden, 247 pp. ISBN 0893274623

- --------------------------, thomas j. Givnish, robert f. Thorne. 2004. Tropical Intercontinental Disjunctions. Volumen 165, Número 4 de International journal of plant sciences. Editor University of Chicago Press, 138 pp.

- --------------------------. 1999. Circumscription and phylogeny of the Laurales: evidence from molecular and morphological data. American Journal of Botany 86: 1301–1315. doi = 10.2307/2656778 texto en línea (pdf)

- --------------------------, gerlinde Hausner. 1997. Siparunaceae': 49A; 'Monimiaceae': 49B. Volumen 59 de Flora of Ecuador. Editor Arlöv, 125 pp. ISBN 8788702421

- --------------------------, masggi Hinni. 1994. Sind Jungen aggressiver als Mädchen. Editor Berufsbegleitende Ausbildung für Sozialpädagogik, 44 pp.

- john j. Wurdack, susane Renner, t. Morley, p. Détienne, ben j.h. ter Welle. 1993. Flora of the Guianas: Phanerogams. 99. Melastomataceae, Melastomatoideae, Memecyloideae, including Wood and Timber. Parte 13 de Flora of the Guianas: Phanerogams. Editor A. R. A.. Görts-van Rijn, edición ilustrada de Koeltz Scientific Books, 425 pp. ISBN 1878762419

- --------------------------, henrik Balslev, lauritz b. Holm-Nielsen. 1990. Flowering plants of Amazonian Ecuador: a checklist. Número 24 de AAU reports. Edición ilustrada de Botanical Institute, Aarhus University, 241 pp.

- --------------------------. 1989. Systematic studies in the Melastomataceae: B̲e̲l̲l̲u̲c̲i̲a̲, L̲o̲r̲e̲y̲a̲, and M̲a̲c̲a̲i̲r̲e̲a̲. Número 50 de Memoirs Series. Edición ilustrada de New York Botanical Garden, 111 pp. ISBN 089327335X

- --------------------------, martin Keller. 1988. Speichergesteinsentwicklung durch frühdiagenetische Dolomitisierung: Paläogeographie u. Fazies im Feld Rehden, Niedersachsen (Oberer Dogger bis Obermalm). Editor	Inst. für Geol. 215 pp.

- --------------------------. 1983. Phänologie, Blütenbiologie und Rekombinationssysteme einiger zentralamazonischer Melastomataceen. Editor Universität Hamburg, 118 pp.

- klaus Kubitzki, susanne s. Renner. 1982. Lauraceae I (Aniba and Aiouea). Número 31 de Flora neotropica monograph. Volumen 1 de Lauraceae. Edición ilustrada de New York Botanical Garden, 125 pp. ISBN 0893272442

- bronwen Gates, klaus Kubitzki, leslie r. Landrum, terence d. Pennington, hans-helmut Poppendieck, susanne s. Renner, rolf Singer. 1981. 27. Cochlospermaceae. Flora neotropica / Organization for Flora Neotropica. Editor New York Botanical Garden, ISBN 0893272442

- susanne Renner. 1980. Merkmalsbestand und Gliederung der Gattung Aiouea (Lauraceae) /vorgelegt von Susanne Renner. Editor Hamburg, 158 pp.

- La abreviatura «S.S.Renner» se emplea para indicar a Susanne Renner como autoridad en la descripción y clasificación científica de los vegetales.[2]